# Kostanjeva šiškarica
Kostanjeva šiškarica (znanstveno ime Dryocosmus kuriphilus) je s Kitajske izvirajoča osa šiškarica, ki domuje na svojem izključnem gostitelju, drevesih iz rodu kostanjev ter povzroča veliko gospodarsko škodo. V Sloveniji je bila prvič odkrita leta 2005.

## Opis

### Jajčeca
Jajčeca so prozorna in okrogla, velika 0,1−0,2 mm. Po 30−40 dneh se iz njih izležejo prozorne in valjaste ličinke.

### Ličinke
Ličinke šiškaric do marca domujejo v brstih brez vidnih znamenj, nato pa v drugi razvojni fazi (tedaj še brez nog in oči, velike do 2,5 mm) izločajo snovi, na katere se drevo odzove s tvorbo šišk.

### Buba
Po 20−30 dneh hranjenja se ličinke zabubijo za dober mesec. Buba je prvotno bela, nato počrni.

### Odrasle osice
Od srede junija do srede avgusta se izležejo 2,5−3 mm velike odrasle osice, ki so povsem črne, le tipalnice (s 14 členki) in noge so rjave. Krilno žilje ni izrazito, imajo pa zažeto telo kot običajne ose.

### Šiška
Kostanjeva šiška je od 0,5 do 4 cm velika okrogla ali jajčasta, na otip trda tvorba. V njej je več celic, v katerih domujejo osice. Njihove votlinice so obdane z belo zrnčasto snovjo. Na zunaj je šiška zelena, čez poletje lahko malce pordeči, nato posušena ostane ne drevesu več let. Pojavi se na poganjkih ob osnovi moških cvetov ali ob večjih listnih žilah. Njen razvoj se navadno zaključi v 3 tednih do sredine maja. Kostanjeve šiškarice so, kolikor je znano, edina žuželka, ki povzroča kostanjeve šiške.

## Razmnoževanje
Za kostanjeve šiškarice je značilen en sam rod letno, razmnožujejo pa se partenogenetsko, zato so vse osice ženskega spola (samčkov doslej še niso odkrili). Ko se osice izležejo, se pregrizejo iz šiške ter odletijo odložit jajčeca na bližnje brste. Odrasle osice se ne hranijo, zato živijo do ok. 10 dni, so pa tudi slabe letalke, zato je njihovo širjenje omejeno na bližnje kostanje s svežimi poganjki − na brst ob rastni vršiček z rahlim vbodom odložijo navadno 3−5, lahko tudi nekaj 10 jajčec. Ena samica skupaj odloži do 150 jajčec. Brazgotina vboda se na brstu med poletjem povsem obrase.

## Razširjenost
Kostanjeva šiškarica prvotno zajeda kitajski kostanj, a so je s trgovino že ok. 1940 zanesli na Japonsko, 1963 je izpričana v Južni Koreji, 1974 pa v ZDA (Georgia). V Evropi so jo prvič opazili v Italiji leta 2002, v pokrajini Cuneo v deželi Piemont. Najverjetneje so jo tja zanesli s kostanjevimi sadikami s Kitajske. Od tod se je osica dokazano s sadikami razširila v Francijo in Slovenijo. Leta 2014 je bila šiškarica prisotna že tudi v Nemčiji, Avstriji, na Češkem, Slovaškem, Madžarskem in Hrvaškem.

## Gospodarski pomen
Šiškarica močno zmanjša plodenje pravega kostanja. Po ocenah za leto 2014 se je pridelek kostanja na Goriškem zmanjšal za 60−90 %. Iz tujine poročajo o malce nižjem upadu (za 50−70 %), saj je katastrofalna letina v Sloveniji tudi posledica neugodnih vremenskih razmer (žled, hladno in deževno poletje).
Šiškarica prizadene tudi čebelarje, saj so napadena drevesa slabša čebelja paša, s tem pa je zmanjšana pridelava cenjenega kostanjevega medu. Zaradi slabšanja stanja dreves in večje možnosti drugotnih okužb se zmanjša tudi pridelava kostanjevega cvetnega prahu, drevesa pa so manj odporna v boju z invazivno robinijo. Edina še sprejemljiva alternativa za čebelarje bi bilo načrtno sajenje lipovcev.

## Zatiranje
Zatiranje s kemičnimi sredstvi ni uspešno, hkrati pa je neprimerno zaradi onesnaženja zemlje in plodov. Za zdaj se je za najučinkovitejšega izkazal skrben nadzor nad vnesenim sadilnim materialom (v rastlinskem potnem listu mora biti potrjeno, da sadika ne izvira iz okuženega območja oz. države), v primeru okužbe pa redno spomladansko pregledovanje rastlin, najkasneje do srede junija, ko začno osice izletavati iz svojih domovališč, ter fizična odstranitev in uničenje (najpogosteje s sežigom) prizadetih delov rastlin. Novejši pristopi govorijo v prid biološke uravnave populacije šiškaric z vnosom njihovega naravnega sovražnika, ose Torymus sinensis, ki prav tako izvira s Kitajske. Takšen ukrep že izvajajo na Japonskem in v ZDA, v Evropski uniji ga je prva sprejela Italija, sledile pa so Francija, Madžarska in Hrvaška. Švica tako kot Slovenija vnosa še ni potrdila.

## Kostanjeva šiškarica v Sloveniji
Tudi v Slovenijo je bila šiškarica zanesena s piemontskimi sadikami kostanja za žlahtnjenje leta 2004. Spomladi 2005 so jo odkrili pri 10 poslanih kostanjevih sadikah na 4 mestih po Sloveniji (Primorska, osrednja in jugovzhodna Slovenija). Omenjene sadike so uničili, niso pa mogli izslediti polovice potencialno okuženih sadik, ki so bile prodane v maloprodaji. Prav te so bile najverjetneje vzrok za vnovičen pojav šiškaric leta 2007 na Sabotinu nad Novo Gorico, od koder so se razširile v gozd, tako da so leta 2008 poročali že o 800 ha napadenih dreves. Leta 2011 so odkrili novo žarišče na jugovzhodu vzdolž meje s Hrvaško, že naslednje leto pa so našteli 17 novih okuženih območij na Bizeljskem, Gorjancih in Beli krajini; prvič so kostanjevo šiškarico odkrili tudi v okolici Celja in Maribora.
Da bi se obvarovali stoletni vitovski maroni in drugi kostanji, so Gabrijel Seljak in drugi vložili pobudo za vnos parazitoidne ose Torymus sinensis v posamezne nasade kostanja na Goriškem. Pobudo so ob pridelovalcih pozdravili zlasti čebelarji. FURS je zato naročil oceno tveganja. Biotehniška fakulteta Univerze v Ljubljani je akcijo podprla, saj je v svojem izvedenskem mnenju zapisala, da je "tveganje za naravo sprejemljivo, pričakovano in obvladljivo", Zavoda za varstvo hrane pa jo je zavrnil, ker zaradi pomanjkanja podatkov ni mogoče predvideti, kolikšen bi bil vpliv Torymus sinensis na druge domorodne ose, vključno z domačimi parazitskimi vrstami. ARSO zato ni izdal soglasja za vnos parazitoida, vprašanje pa je brezuspešno obravnavala posebna delovna skupina strokovnjakov s področja biotičnega varstva rastlin, entomologije, gozdarstva in varstva narave, ki jo je sklical kmetijski minister. Do vnosa te vrste v Srednjo Evropo je bila zadržana tudi EFSA, najbrž zaradi strahu, da bi se Torymus sinensis skrižala z domorodnimi osicami, kakor se je to zgodilo na Japonskem, ter italijanske opazke, da na kostanjeve šiškarice vendarle prežijo tudi nekatere domorodne ose.